# Koixekhabl
Koixekhabl - Кошехабль (rus) - és un aül de la República d'Adiguèsia, a Rússia. Es troba a la vora del riu Labà, a 50 km al nord-est de Maikop, la capital de la república. De l'altra banda del riu hi ha la ciutat de Kurgàninsk, del krai de Krasnodar.

## Història
Fou fundat pels cabardis el 1868. En un principi la vila s'anomenava Anzauri. Els primers habitants vivien a la regió boscosa de l'stanitsa Mikhàïlovski, a la vora dreta del riu Labà. Els canvis en el curs d'aquest riu feren que s'assentessin en un altre emplaçament, que finalment s'enfrontà als mateixos problemes, per la qual cosa la vila de Labinski decidí el 1868 assentar-los a la vora esquerra del Labà.
Hi ha dues teories sobre l'origen del topònim Koixekhabl. Khabl en circassià significa "barri" o "veïnatge", i koixe podria referir-se a "moure's" o "traslladar-se".